# Piotr Gutowski (lekarz)
Piotr Gutowski – polski chirurg, dr hab. nauk medycznych, profesor nadzwyczajny i kierownik Kliniki Chirurgii Naczyniowej, Ogólnej i Angiologii Pomorskiego Uniwersytetu Medycznego w Szczecinie.

## Życiorys
W 1983 ukończył studia medyczne w Pomorskiej Akademii Medycznej w Szczecinie, 28 listopada 1989  obronił pracę doktorską Wpływ zapobiegawczego okołooperacyjnego postępowania antyseptycznego po zabiegach czystych, 17 listopada 1998 habilitował się na podstawie pracy zatytułowanej Zakażenie aortalno-biodrowej protezy naczyniowej jako problem diagnostyczny i leczniczy.. 2 września 2004 nadano mu tytuł profesora w zakresie nauk medycznych.
Objął funkcję profesora nadzwyczajnego i kierownika Kliniki Chirurgii Naczyniowej, Ogólnej i Angiologii Pomorskiego Uniwersytetu Medycznego w Szczecinie.
Piastuje stanowisko prorektora w Pomorskim Uniwersytecie Medycznym w Szczecinie.